# 아사히나촌 (시즈오카현 오가사군)
아사히나촌(朝比奈村)은 시즈오카현 오가사군에 있던 촌이다.
처음에는 기토군에 속했으나, 1896년 4월 1일 사야군과의 군 통합으로 오가사군(小笠郡)에 속하게 되었다. 

## 역사
- 1889년 4월 1일 - 정촌제 시행에 의해 기토군 아사히나촌이 성립하였다.
- 1955년 3월 31일 -  이케신덴정, 사쿠라촌, 히키촌과 합병해, 하마오카정이 성립하여, 동일 아사히나촌은 폐지되었다.

## 교육기관
아사히나촌립 아사히나 초등학교(훗날 하마오카초립 아사히나 초등학교)(신노 초등학교와 합병하여 현재는 오마에자키 시립 하마오카키타 초등학교가 되었다). 또한, 아사히나 초등학교 터는 광장으로 사용되고 있다.